# Équipe du Burkina Faso de football à la Coupe d'Afrique des nations 2013
Cet article relate le parcours de l'équipe du Burkina Faso de football lors de la Coupe d'Afrique des nations 2013 organisée en Afrique du Sud du 19 janvier 2013 au 10 février 2013.

## Effectif
Liste des 23 joueurs sélectionnés pour la CAN 2013 :
| Numéro / Nom       | Numéro / Nom             | club de l'époque           | Sél. totales    | Date de naissance | J.              |                 |                 |                 |                 |
| Gardiens de but    | Gardiens de but          | Gardiens de but            | Gardiens de but | Gardiens de but   | Gardiens de but | Gardiens de but | Gardiens de but | Gardiens de but | Gardiens de but |
| ------------------ | ------------------------ | -------------------------- | --------------- | ----------------- | --------------- | --------------- | --------------- | --------------- | --------------- |
| 1                  | Daouda Diakité           | Lierse SK                  | 31 (0)          | 30 mars 1983      | 5               | 0               | 0               | 0               | 0               |
| 16                 | Abdoulaye Soulama        | Asante Kotoko              | 22 (0)          | 29 novembre 1979  | 2               | 0               | 0               | 0               | 1               |
| 23                 | Germain Sanou            | AS Saint-Étienne B         | 7 (0)           | 26 mai 1992       | 0               | 0               | 0               | 0               | 0               |
| Défenseurs         |                          |                            |                 |                   |                 |                 |                 |                 |                 |
| 4                  | Bakary Koné              | Olympique lyonnais         | 31 (0)          | 27 avril 1988     | 6               | 0               | 0               | 0               | 0               |
| 8                  | Paul Koulibaly           | Dinamo Bucarest            | 40 (0)          | non-connue        | 6               | 0               | 1               | 0               | 0               |
| 3                  | Henri Traoré             | Ashanti Gold Sporting Club | 4 (0)           | 13 avril 1983     | 1               | 0               | 0               | 0               | 0               |
| 12                 | Saidou Panandétiguiri    | Royal Antwerp FC           | 46 (2)          | 22 mars 1984      | 6               | 0               | 1               | 0               | 0               |
| 18                 | Charles Kaboré           | Olympique de Marseille     | 40 (3)          | 9 février 1988    | 5               | 0               | 1               | 0               | 0               |
| Milieux de terrain |                          |                            |                 |                   |                 |                 |                 |                 |                 |
| 5                  | Mohamed Koffi            | Petrojet Football Club     | 30 (3)          | 30 décembre 1986  | 6               | 0               | 0               | 0               | 0               |
| 6                  | Djakaridja Koné          | Évian TG FC                | 17 (1)          | 22 juillet 1986   | 6               | 1               | 0               | 0               | 0               |
| 14                 | Wilfried Benjamin Balima | FC Sheriff Tiraspol        | 17 (2)          | 20 mars 1985      | 2               | 0               | 0               | 0               | 0               |
| 7                  | Florent Rouamba          | FC Sheriff Tiraspol        | 35 (0)          | 31 décembre 1986  | 6               | 0               | 1               | 0               | 0               |
| 10                 | Alain Traoré             | FC Lorient                 | 26 (15)         | 31 décembre 1988  | 3               | 3               | 0               | 0               | 0               |
| 20                 | Wilfried Sanou           | Kyoto Sanga FC             | 20 (2)          | 16 mars 1984      | 4               | 0               | 0               | 0               | 0               |
| 17                 | Ali Rabo                 | Ittihad Al Shorta          | 5 (0)           | 6 juin 1986       | 0               | 0               | 0               | 0               | 0               |
| Attaquants         |                          |                            |                 |                   |                 |                 |                 |                 |                 |
| 11                 | Jonathan Pitroipa        | Stade rennais FC           | 39 (7)          | 12 avril 1986     | 6               | 2               | 1               | 1(ann.)         | 0               |
| 9                  | Moumouni Dagano          | Al-Sailiya Sports Club     | 49 (22)         | 3 janvier 1981    | 3               | 0               | 0               | 0               | 0               |
| 21                 | Abdou Razack Traoré      | Gaziantepspor              | 16 (2)          | 27 septembre 1975 | 4               | 0               | 0               | 0               | 0               |
| 2                  | Hugues-Wilfried Dah      | Sharjah SC                 | 5 (0)           | 10 juillet 1986   | 2               | 0               | 0               | 0               | 0               |
| 19                 | Pan Pierre Koulibaly     | Sharjah SC                 | 3 (0)           | 24 mars 1986      | 0               | 0               | 0               | 0               | 0               |
| 22                 | Préjuce Nakoulma         | Górnik Zabrze              | 12 (2)          | 21 avril 1987     | 3               | 0               | 0               | 0               | 0               |
| 13                 | Issouf Ouattara          | Chernomorets Bourgas       | 7 (0)           | 7 octobre 1988    | 1               | 0               | 1               | 0               | 0               |
| 15                 | Aristide Bancé           | Augsbourg Górnik Zabrze    | 29 (7)          | 19 septembre 1984 | 5               | 1               | 0               | 0               | 0               |
| Sélectionneur      |                          |                            |                 |                   |                 |                 |                 |                 |                 |
|                    | Paul Put                 |                            |                 | 26 mai 1956       |                 |                 |                 |                 |                 |
| Assistant          |                          |                            |                 |                   |                 |                 |                 |                 |                 |
|                    | Sidi Napon               |                            |                 | 29 août 1978      |                 |                 |                 |                 |                 |
| Blessé             |                          |                            |                 |                   |                 |                 |                 |                 |                 |
| 10                 | Alain Traoré             | lésion à la cuisse gauche  |                 |                   |                 |                 |                 |                 |                 |

### Qualifications

#### Contexte
En raison du déplacement des coupes d'Afrique des nations dans les années impaires à partir de 2013, les qualifications pour la CAN 2013 ont dû être rapides et ont donc eut un système différent des précédentes éditions.
Pour ce nouveau système, les sélections se sont affrontées sur deux tours par élimination directe selon le principe des matchs aller-retour.
Le premier tour a eu lieu le 29 février 2012 avec les équipes non qualifiées pour la CAN 2012. Le Burkina Faso, ayant joué la CAN 2012 n'est entré en lice qu'au second et dernier tour des qualifications face à la République centrafricaine.

#### Matches de qualifications
| 8 septembre 2012 | Centrafrique | 1 – 0   | Burkina Faso | Complexe Sportif Barthélemy Boganda, Bangui |                            |
| 15:00 (UTC+1)    | Mabidé 21e   | (1 - 0) |              | Arbitrage : Bakary Gassama                  | Arbitrage : Bakary Gassama |
| 15:00 (UTC+1)    | Rapport      |         |              | Arbitrage : Bakary Gassama                  | Arbitrage : Bakary Gassama |

| 14 octobre 2012 | Burkina Faso                       | 3 – 1   | Centrafrique | Stade du 4-Août, Ouagadougou                        |                                                     |
| 18:00 (UTC+0)   | Traoré 18e 90e · Dagano 40e (pen.) | (2 - 1) | Manga 7e     | Spectateurs : 40 000 Arbitrage : Bouchaïb El Ahrach | Spectateurs : 40 000 Arbitrage : Bouchaïb El Ahrach |
| 18:00 (UTC+0)   | Rapport                            |         |              | Spectateurs : 40 000 Arbitrage : Bouchaïb El Ahrach | Spectateurs : 40 000 Arbitrage : Bouchaïb El Ahrach |

#### Tirage au sort
Le tirage au sort de l'édition 2013 de la Coupe d'Afrique des nations de football (CAN), organisée par l'Afrique du Sud, a eu lieu le 24 octobre à Durban.
| Chapeau 1                                                                                         | Chapeau 2                                                                 | Chapeau 3                                                                    | Chapeau 4                                                                   |
| ------------------------------------------------------------------------------------------------- | ------------------------------------------------------------------------- | ---------------------------------------------------------------------------- | --------------------------------------------------------------------------- |
| Afrique du Sud (Pays organisateur) Zambie (26 points) Côte d'Ivoire (22 points) Ghana (22 points) | Mali (12 points) Tunisie (10 points) Angola (9 points) Nigeria (8 points) | Algérie (6 points) Burkina Faso (5 points) Maroc (4 points) Niger (3 points) | Togo (2 points) RD Congo (0 points) Éthiopie (0 points) Cap-Vert (0 points) |

#### Groupes
Voici la liste des groupes à la suite du tirage au sort du 24 octobre 2012.
| Groupe A                                                 | Groupe B                  | Groupe C                             | Groupe D                           |
| -------------------------------------------------------- | ------------------------- | ------------------------------------ | ---------------------------------- |
| Afrique du Sud (Pays organisateur) Angola Maroc Cap-Vert | Ghana Mali Niger RD Congo | Zambie Nigeria Burkina Faso Éthiopie | Côte d'Ivoire Tunisie Algérie Togo |

### Matchs

#### Premier tour
| Rang | Équipe       | Pts | J | G | N | P | Bp | Bc | Diff |
| ---- | ------------ | --- | - | - | - | - | -- | -- | ---- |
| 1    | Burkina Faso | 5   | 3 | 1 | 2 | 0 | 5  | 1  | +4   |
| 2    | Nigeria      | 5   | 3 | 1 | 2 | 0 | 4  | 2  | +2   |
| 3    | Zambie       | 3   | 3 | 0 | 3 | 0 | 2  | 2  | 0    |
| 4    | Éthiopie     | 1   | 3 | 0 | 1 | 2 | 1  | 7  | -6   |

##### Match 1
| 21 janvier 2013 | Nigeria     | 1 - 1   | Burkina Faso    | Stade Mbombela, Nelspruit                       |                                                 |
| 20:00 UTC+2     | Emenike 22e | (1 - 0) | A. Traoré 90+4e | Spectateurs : 4 800 Arbitrage : Mohamed Benouza | Spectateurs : 4 800 Arbitrage : Mohamed Benouza |
| 20:00 UTC+2     | Rapport     |         |                 | Spectateurs : 4 800 Arbitrage : Mohamed Benouza | Spectateurs : 4 800 Arbitrage : Mohamed Benouza |

| Nigeria | Burkina Faso |

| NIGERIA:      |    |                        |          |     |
|               |    |                        |          |     |
| GB            | 1  | Vincent Enyeama        |          |     |
| DD            | 5  | Efe Ambrose            | 38e, 74e |     |
| DC            | 14 | Godfrey Oboabona       |          |     |
| DC            | 2  | Joseph Yobo            |          |     |
| DG            | 3  | Uwa Elderson Echiéjilé |          |     |
| MOC           | 10 | Mikel John Obi         |          |     |
| MC            | 13 | Fegor Ogude            | 24e      | 70e |
| MC            | 20 | Nosa Igiebor           | 73e      |     |
| MOD           | 7  | Ahmed Musa             |          |     |
| MOG           | 9  | Emmanuel Emenike       |          | 58e |
| AC            | 8  | Brown Ideye            |          | 78e |
| Remplaçants : |    |                        |          |     |
| MOG           | 15 | Ikechukwu Uche         |          | 58e |
| MC            | 17 | Ogenyi Onazi           |          | 70e |
| AC            | 22 | Kenneth Omeruo         |          | 78e |
| Entraîneur :  |    |                        |          |     |
| Stephen Keshi |    |                        |          |     |

| BURKINA FASO: |    |                       |  |     |
|               |    |                       |  |     |
| GB            | 16 | Abdoulaye Soulama     |  |     |
| DD            | 8  | Paul Koulibaly        |  |     |
| DC            | 12 | Saïdou Panandétiguiri |  |     |
| DC            | 4  | Bakary Koné           |  |     |
| DG            | 5  | Mohamed Koffi         |  |     |
| MOC           | 7  | Florent Rouamba       |  | 82e |
| MC            | 6  | Djakaridja Koné       |  |     |
| MC            | 11 | Jonathan Pitroipa     |  |     |
| MOD           | 9  | Moumouni Dagano       |  |     |
| MOG           | 15 | Aristide Bancé        |  | 65e |
| AC            | 2  | Hugues-Wilfried Dah   |  | 46e |
| Remplaçants : |    |                       |  |     |
| AC            | 20 | Wilfried Sanou        |  | 46e |
| MOG           | 10 | Alain Traoré          |  | 65e |
| MOC           | 21 | Abdou Razack Traoré   |  | 82e |
| Entraîneur :  |    |                       |  |     |
| Paul Put      |    |                       |  |     |

| Homme du match : Mikel John Obi Prix du fair-play Jonathan Pitroipa Arbitre assistant: Redouane Achik (Maroc) Jerson Dos Santos (Angola) Quatrième arbitre Hamada Nampiandraza (Madagascar) |

##### Match 2
| 25 janvier 2013 | Burkina Faso                                     | 4 - 0   | Éthiopie | Stade Mbombela, Nelspruit                        |                                                  |
| 20:00 UTC+2     | A. Traoré 34e 74e · D. Koné 79e · Pitroipa 90+5e | (1 - 0) |          | Spectateurs : 35 000 Arbitrage : Bernard Camille | Spectateurs : 35 000 Arbitrage : Bernard Camille |
| 20:00 UTC+2     | Rapport                                          |         |          | Spectateurs : 35 000 Arbitrage : Bernard Camille | Spectateurs : 35 000 Arbitrage : Bernard Camille |

| Burkina Faso | Ethiopie |

| BURKINA FASO: |    |                       |     |       |
|               |    |                       |     |       |
| GB            | 16 | Abdoulaye Soulama     | 60e |       |
| DD            | 5  | Mohamed Koffi         |     |       |
| DC            | 4  | Bakary Koné           |     |       |
| DC            | 8  | Paul Koulibaly        |     |       |
| DG            | 12 | Saïdou Panandétiguiri |     |       |
| DM            | 18 | Charles Kaboré        |     | 90+4e |
| MC            | 6  | Djakaridja Koné       |     |       |
| MC            | 10 | Alain Traoré          |     |       |
| MOD           | 20 | Wilfried Sanou        |     | 63e   |
| MOG           | 11 | Jonathan Pitroipa     | 54e |       |
| AC            | 15 | Aristide Bancé        |     | 64e   |
| Remplaçants : |    |                       |     |       |
| GB            | 1  | Daouda Diakité        |     | 63e   |
| DM            | 7  | Florent Rouamba       |     | 64e   |
| DF            | 14 | Benjamin Balima       |     | 90+4e |
| Entraîneur :  |    |                       |     |       |
| Paul Put      |    |                       |     |       |

| ETHIOPIE:     |    |                  |     |     |
|               |    |                  |     |     |
| GB            | 23 | Zerihun Tadele   |     |     |
| DD            | 17 | Siyoum Tesfaye   | 72e |     |
| DC            | 5  | Aynalem Hailu    |     |     |
| DC            | 2  | Degu Debebe      |     |     |
| DG            | 10 | Berhanu Bogale   |     |     |
| RM            | 19 | Adane Girma      |     | 11e |
| MC            | 21 | Addis Hintsa     |     |     |
| MC            | 8  | Asrat Megersa    |     | 43e |
| LM            | 14 | Minyahil Teshome |     |     |
| SS            | 18 | Shimeles Bekele  |     | 55e |
| AC            | 7  | Saladin Said     |     |     |
| Remplaçants : |    |                  |     |     |
| CM            | 20 | Behailu Assefa   |     | 11e |
| MF            | 3  | Yared Zinabu     |     | 43e |
| FW            | 9  | Getaneh Kebede   |     | 55e |
| Entraîneur :  |    |                  |     |     |
| Sewnet Bishaw |    |                  |     |     |

| Homme du match : Jonathan Pitroipa Prix du fair-play : Addis Hintsa Arbitre assistant : Peter Edibe (Nigeria) Zakhele Siwela (Afrique du sud) Quatrième arbitre : Bakary Gassama (Gambie) |

##### Match 3
| 29 janvier 2013 | Burkina Faso | 0 - 0 | Zambie | Stade Mbombela, Nelspruit                    |                                              |
| 19:00 UTC+2     |              |       |        | Spectateurs : 8 000 Arbitrage : Alioum Néant | Spectateurs : 8 000 Arbitrage : Alioum Néant |
| 19:00 UTC+2     | Rapport      |       |        | Spectateurs : 8 000 Arbitrage : Alioum Néant | Spectateurs : 8 000 Arbitrage : Alioum Néant |

| Burkina Faso | Zambie |

| BURKINA FASO: |    |                          |     |       |
|               |    |                          |     |       |
| GB            | 1  | Daouda Diakité           |     |       |
| DD            | 5  | Mohamed Koffi            |     |       |
| DC            | 4  | Bakary Koné              |     |       |
| DC            | 8  | Paul Koulibaly           |     |       |
| DG            | 12 | Saïdou Panandétiguiri    | 67e |       |
| DC            | 7  | Florent Rouamba          |     |       |
| MC            | 6  | Djakaridja Koné          |     |       |
| MC            | 18 | Charles Kaboré           |     |       |
| MOD           | 14 | Wilfried Benjamin Balima |     | 46e   |
| MOG           | 10 | Alain Traoré             |     | 11e   |
| AC            | 11 | Jonathan Pitroipa        |     | 90+2e |
| Remplaçants : |    |                          |     |       |
| MOG           | 15 | Aristide Bancé           |     | 11e   |
| MOD           | 2  | Hugues-Wilfried Dah      |     | 46e   |
| AC            | 21 | Abdou Razack Traoré      |     | 90+2e |
| Entraîneur :  |    |                          |     |       |
| Paul Put      |    |                          |     |       |

| ZAMBIE:       |    |                 |     |     |
|               |    |                 |     |     |
| GB            | 16 | Kennedy Mweene  |     |     |
| DD            | 6  | Davies Nkausu   |     | 15e |
| DC            | 13 | Stoppila Sunzu  |     |     |
| DC            | 5  | Hijani Himoonde |     |     |
| DG            | 18 | Emmanuel Mbola  |     |     |
| MOD           | 17 | Rainford Kalaba |     |     |
| MC            | 19 | Nathan Sinkala  |     |     |
| MC            | 8  | Isaac Chansa    |     | 55e |
| MOG           | 3  | Chisamba Lungu  |     | 80e |
| AC            | 20 | Emmanuel Mayuka | 37e |     |
| AC            | 9  | Collins Mbesuma |     |     |
| Remplaçants : |    |                 |     |     |
| DD            | 4  | Joseph Musonda  | 31e | 15e |
| MC            | 23 | Mukuka Mulenga  |     | 55e |
| AC            | 21 | Jonas Sakuwaha  |     | 80e |
| Entraîneur :  |    |                 |     |     |
| Hervé Renard  |    |                 |     |     |

| Homme du match : Djakaridja Koné Prix du fair-play : Rainford Kalaba Arbitre assistant : Evarist Menkouande (Cameroun) Yanoussa Moussa (Cameroun) Quatrième arbitre : Koman Coulibaly (Mali) |

#### Quart de finale
| 3 février 2013 | Burkina Faso  | 1 - 0 a. p. | Togo | Mbombela Stadium, Nelspruit                    |                                                |
| 20:30 UTC+2    | Pitroipa 105e | (0 - 0)     |      | Spectateurs : 27 000 Arbitrage : Badara Diatta | Spectateurs : 27 000 Arbitrage : Badara Diatta |
| 20:30 UTC+2    | Rapport       |             |      | Spectateurs : 27 000 Arbitrage : Badara Diatta | Spectateurs : 27 000 Arbitrage : Badara Diatta |

| Burkina Faso | Togo |

| BURKINA FASO: |    |                       |     |      |
| GB            | 1  | Daouda Diakité        |     |      |
| DD            | 5  | Mohamed Koffi         |     |      |
| DC            | 4  | Bakary Koné           |     |      |
| DC            | 8  | Paul Koulibaly        |     |      |
| DG            | 12 | Saïdou Panandétiguiri |     |      |
| MC            | 6  | Djakaridja Koné       |     |      |
| MC            | 18 | Charles Kaboré        | 43e |      |
| MOD           | 20 | Wilfried Sanou        |     | 96e  |
| MOG           | 13 | Issouf Ouattara       | 40e | 66e  |
| AC            | 11 | Jonathan Pitroipa     |     | 108e |
| AC            | 9  | Moumouni Dagano       |     |      |
|               |    |                       |     |      |
| REmplaçants : |    |                       |     |      |
| MOG           | 22 | Prejuce Nakoulma      |     | 66e  |
| MOD           | 21 | Abdou Razack Traoré   |     | 96e  |
| MOC           | 7  | Florent Rouamba       |     | 108e |
| Entraîneur :  |    |                       |     |      |
| Paul Put      |    |                       |     |      |

| TOGO:         |    |                    |        |      |
|               |    |                    |        |      |
| GB            | 16 | Kossi Agassa       |        |      |
| DD            | 6  | Abdoul-Gafar Mamah | 40e    |      |
| DC            | 5  | Serge Akakpo       |        | 106e |
| DC            | 2  | Daré Nibombé       |        |      |
| DG            | 21 | Dakonam Djene      |        |      |
| MDC           | 9  | Vincent Bossou     | 120+3e |      |
| MC            | 15 | Alaixys Romao      | 92e    |      |
| MC            | 8  | Komlan Amewou      |        | 116e |
| MOD           | 10 | Floyd Ayité        | 20e    | 67e  |
| MOG           | 17 | Serge Gakpé        | 34e    |      |
| AC            | 4  | Emmanuel Adebayor  | 112e   |      |
| Remplaçants : |    |                    |        |      |
| MOD           | 14 | Prince Segbefia    |        | 67e  |
| DC            | 3  | Dové Wome          |        | 106e |
| MC            | 7  | Moustapha Salifou  |        | 116e |
| Entraîneur :  |    |                    |        |      |
| Didier Six    |    |                    |        |      |

| Homme du match : Jonathan Pitroipa Prix du fair-play : Serge Akakpo Arbitre assistant: Djibril Camara (Sénégal) El Hadji Malick Samba (Sénégal) Quatrième arbitre : Bernard Camille (Seychelles) |

#### Demi-finale
| 6 février 2013 | Burkina Faso                            | 1 - 1           | Ghana                                  | Mbombela Stadium, Nelspruit                   |                                               |
| 20:30 UTC+2    | A. Bancé 60e                            | (0 - 1)         | M. Wakaso 13e                          | Spectateurs : 30 000 Arbitrage : Selim Jedidi | Spectateurs : 30 000 Arbitrage : Selim Jedidi |
| 20:30 UTC+2    | Rapport                                 |                 |                                        | Spectateurs : 30 000 Arbitrage : Selim Jedidi | Spectateurs : 30 000 Arbitrage : Selim Jedidi |
| 20:30 UTC+2    | Koné · H. Traoré · Koulibaly · A. Bancé | Tirs au but 3-2 | Vorsah · Atsu · Afful · Clottey · Badu | Spectateurs : 30 000 Arbitrage : Selim Jedidi | Spectateurs : 30 000 Arbitrage : Selim Jedidi |

| Burkina Faso | Ghana |

| BURKINA FASO: |    |                       |           |       |
|               |    |                       |           |       |
| GB            | 1  | Daouda Diakité        |           |       |
| DD            | 5  | Mohamed Koffi         |           | 90+2e |
| DC            | 4  | Bakary Koné           |           |       |
| DC            | 8  | Paul Koulibaly        | 77e       |       |
| DG            | 12 | Saïdou Panandétiguiri |           |       |
| MC            | 6  | Djakaridja Koné       |           |       |
| MC            | 7  | Florent Rouamba       |           |       |
| MOD           | 22 | Prejuce Nakoulma      |           |       |
| MOC           | 18 | Charles Kaboré        |           |       |
| MOG           | 11 | Jonathan Pitroipa     | 67e, 117e |       |
| AC            | 15 | Aristide Bancé        |           |       |
|               |    |                       |           |       |
| Remplaçants : |    |                       |           |       |
| DF            | 3  | Henri Traoré          |           | 90+2e |
| Entraîneur :  |    |                       |           |       |
| Paul Put      |    |                       |           |       |

| GHANA:             |    |                        |     |      |
|                    |    |                        |     |      |
| GB                 | 16 | Fatau Dauda            |     |      |
| DD                 | 4  | John Paintsil          |     | 10e  |
| DC                 | 21 | John Boye              |     |      |
| DC                 | 15 | Isaac Vorsah           |     |      |
| DG                 | 23 | Harrison Afful         |     |      |
| MC                 | 11 | Mohammed Rabiu         | 21e | 47e  |
| MOD                | 8  | Emmanuel Agyemang-Badu |     |      |
| MOC                | 7  | Christian Atsu         |     |      |
| MOG                | 22 | Wakaso Mubarak         |     | 104e |
| AC                 | 20 | Kwadwo Asamoah         |     |      |
| CF                 | 3  | Asamoah Gyan           |     |      |
| Remplaçants :      |    |                        |     |      |
| MF                 | 14 | Solomon Asante         |     | 10e  |
| MF                 | 9  | Derek Boateng          | 71e | 47e  |
| FW                 | 17 | Emmanuel Clottey       |     | 104e |
| Entraîneur :       |    |                        |     |      |
| James Kwesi Appiah |    |                        |     |      |

| Homme du match : Aristide Bancé Prix du fair-play : Solomon Asante Arbitre assistant : Béchir Hassani (Tunisie) Anouar Hmila (Tunisie) Quatrième arbitre : Bouchaib El Ahrach (Maroc) |

#### Finale
| 10 février 2013 | Nigeria        | 1 - 0 | Burkina Faso | FNB Stadium, Johannesbourg                       |                                                  |
| 20:00 UTC+2     | Sunday Mba 40e |       |              | Spectateurs : 85 000 Arbitrage : Djamel Haimoudi | Spectateurs : 85 000 Arbitrage : Djamel Haimoudi |
| 20:00 UTC+2     | Rapport        |       |              | Spectateurs : 85 000 Arbitrage : Djamel Haimoudi | Spectateurs : 85 000 Arbitrage : Djamel Haimoudi |

Pour cette finale inédite, Alain Traoré est inscrit sur la feuille de match malgré sa blessure et s'assoit sur le banc des remplaçants afin de soutenir ses coéquipiers.
| Nigeria | Burkina Faso |

| NIGERIA:      |    |                        |       |     |
|               |    |                        |       |     |
| GB            | 1  | Vincent Enyeama        |       |     |
| DD            | 5  | Efe Ambrose            |       |     |
| DC            | 22 | Kenneth Omeruo         | 57e   |     |
| DC            | 14 | Godfrey Oboabona       |       |     |
| DG            | 3  | Elderson Uwa Echiejile |       | 66e |
| MC            | 17 | Ogenyi Onazi           | 38e   |     |
| MC            | 10 | John Obi Mikel         | 57e   |     |
| MOD           | 19 | Sunday Mba             |       | 89e |
| MOC           | 11 | Victor Moses           |       |     |
| MOG           | 8  | Brown Ideye            | 90+2e |     |
| AC            | 15 | Ikechukwu Uche         |       | 54e |
| Remplaçants : |    |                        |       |     |
| AC            | 7  | Ahmed Musa             |       | 54e |
| DG            | 21 | Juwon Oshaniwa         | 71e   | 66e |
| MC            | 2  | Joseph Yobo            |       | 89e |
| Entraîneur :  |    |                        |       |     |
| Stephen Keshi |    |                        |       |     |

| BURKINA FASO: |    |                       |     |     |
|               |    |                       |     |     |
| GB            | 1  | Daouda Diakité        |     |     |
| DD            | 5  | Mohamed Koffi         |     |     |
| DC            | 4  | Bakary Koné           |     |     |
| DC            | 8  | Paul Koulibaly        |     | 84e |
| DG            | 12 | Saïdou Panandétiguiri |     |     |
| MC            | 6  | Djakaridja Koné       |     | 90e |
| MC            | 7  | Florent Rouamba       | 33e | 65e |
| MOD           | 22 | Préjuce Nakoulma      |     |     |
| MOC           | 18 | Charles Kaboré        |     |     |
| MOG           | 11 | Jonathan Pitroipa     |     |     |
| AC            | 15 | Aristide Bancé        |     |     |
| Remplaçants : |    |                       |     |     |
| MC            | 20 | Wilfried Sanou        |     | 65e |
| AC            | 9  | Moumouni Dagano       |     | 84e |
| MC            | 21 | Abdou Razack Traoré   |     | 90e |
| Entraîneur :  |    |                       |     |     |
| Paul Put      |    |                       |     |     |

| Homme du match John Obi Mikel Prix du fair-play Bakary Koné Arbitre assistant: Redouane Achik (Maroc) Jean-Claude Birumushahu (Burundi) Quatrième arbitre Rajindraparsad Seechurn (Maurice) |

### Informations complémentaires
Avec 3 buts au premier tour, Alain Traoré, est le meilleur buteur de cette première phase. À la fin de la compétition, il est à la troisième place ex-aequo avec le malien Seydou Keita, derrière le nigérian Emmanuel Emenike et le ghanéen Wakaso Mubarak.

Pour la demi-finale et la finale, Charles Kaboré endosse le brassard de capitaine en remplacement de Moumouni Dagano.

Jonathan Pitroipa a été élu meilleur joueur du tournoi.